# Кері Колат
Кері Джозеф Колат (англ. Cary Joseph Kolat; нар. 19 травня 1973, Райсіс-Лендінг, Пенсільванія) — американський борець вільного стилю, срібний та бронзовий призер чемпіонатів світу, Панамериканський чемпіон, чемпіон Панамериканських ігор, триразовий володар та срібний призер Кубків світу, переможець Ігор доброї волі, учасник Олімпійських ігор.

## Життєпис
Боротьбою почав займатися з 1979 року. У 1989 році став чемпіоном світу серед кадетів.
Виступав за борцівський клуб Дейва Шульца. Тренер — Ненсі Шульц.
Після закінчення спортивної кар'єри перейшов на тренерську роботу. Тренує борцівську команду Університету Кемпбела з Південної Кароліни.

## Спортивні результати на міжнародних змаганнях

### Виступи на Олімпіадах
| Змагання                    | Збірна | Вагова категорія          | Місце |
| --------------------------- | ------ | ------------------------- | ----- |
| Літні Олімпійські ігри 2000 | США    | вільна боротьба, до 63 кг | 9     |

### Виступи на Чемпіонатах світу
| Змагання                        | Збірна | Вагова категорія          | Місце  |
| ------------------------------- | ------ | ------------------------- | ------ |
| Чемпіонат світу з боротьби 1997 | США    | вільна боротьба, до 63 кг | Срібло |
| Чемпіонат світу з боротьби 1998 | США    | вільна боротьба, до 63 кг | Бронза |
| Чемпіонат світу з боротьби 1999 | США    | вільна боротьба, до 63 кг | 4      |

### Виступи на Панамериканських чемпіонатах
| Змагання                                   | Збірна | Вагова категорія          | Місце  |
| ------------------------------------------ | ------ | ------------------------- | ------ |
| Панамериканський чемпіонат з боротьби 2000 | США    | вільна боротьба, до 63 кг | Золото |

### Виступи на Панамериканських іграх
| Змагання                  | Збірна | Вагова категорія          | Місце  |
| ------------------------- | ------ | ------------------------- | ------ |
| Панамериканські ігри 1999 | США    | вільна боротьба, до 63 кг | Золото |

### Виступи на Кубках світу
| Змагання                    | Збірна | Вагова категорія          | Місце  |
| --------------------------- | ------ | ------------------------- | ------ |
| Кубок світу з боротьби 1998 | США    | вільна боротьба, до 63 кг | Золото |
| Кубок світу з боротьби 1999 | США    | вільна боротьба, до 63 кг | Золото |
| Кубок світу з боротьби 2000 | США    | вільна боротьба, до 63 кг | Золото |
| Кубок світу з боротьби 2001 | США    | вільна боротьба, до 63 кг | Срібло |

### Виступи на інших змаганнях
| Змагання              | Збірна | Вагова категорія          | Місце  |
| --------------------- | ------ | ------------------------- | ------ |
| Ігри доброї волі 1998 | США    | вільна боротьба, до 63 кг | Золото |

### Виступи на змаганнях молодших вікових груп
| Змагання                                      | Збірна | Вагова категорія          | Місце  |
| --------------------------------------------- | ------ | ------------------------- | ------ |
| Чемпіонат світу з боротьби серед кадетів 1989 | США    | вільна боротьба, до 55 кг | Золото |